# Madifolket

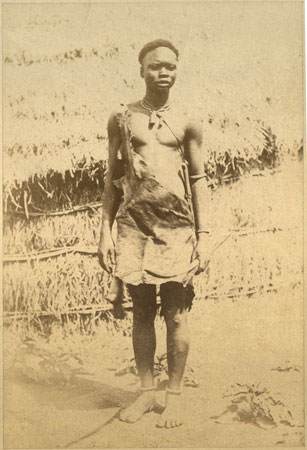
Madiman på 1870-talet i södra Sudan.

Madi är en etnisk grupp huvudsakligen bosatt i sydvästra Toritdistriktet i Sydsudan och i Adjumani- och Moyodistrikten i Uganda, som talar ett centralsudanesiskt språk, madi, som är släkt med språk talade av de kulturellt närstående folken kaliko, avukaya, moru och lugbara. Det finns drygt 300 000 talare av madi.